# Trochomorpha apia
Trochomorpha apia е вид коремоного от семейство Trochomorphidae. Видът е застрашен от изчезване.

## Разпространение
Разпространен е в Американска Самоа.